# Tammy Faye Messner

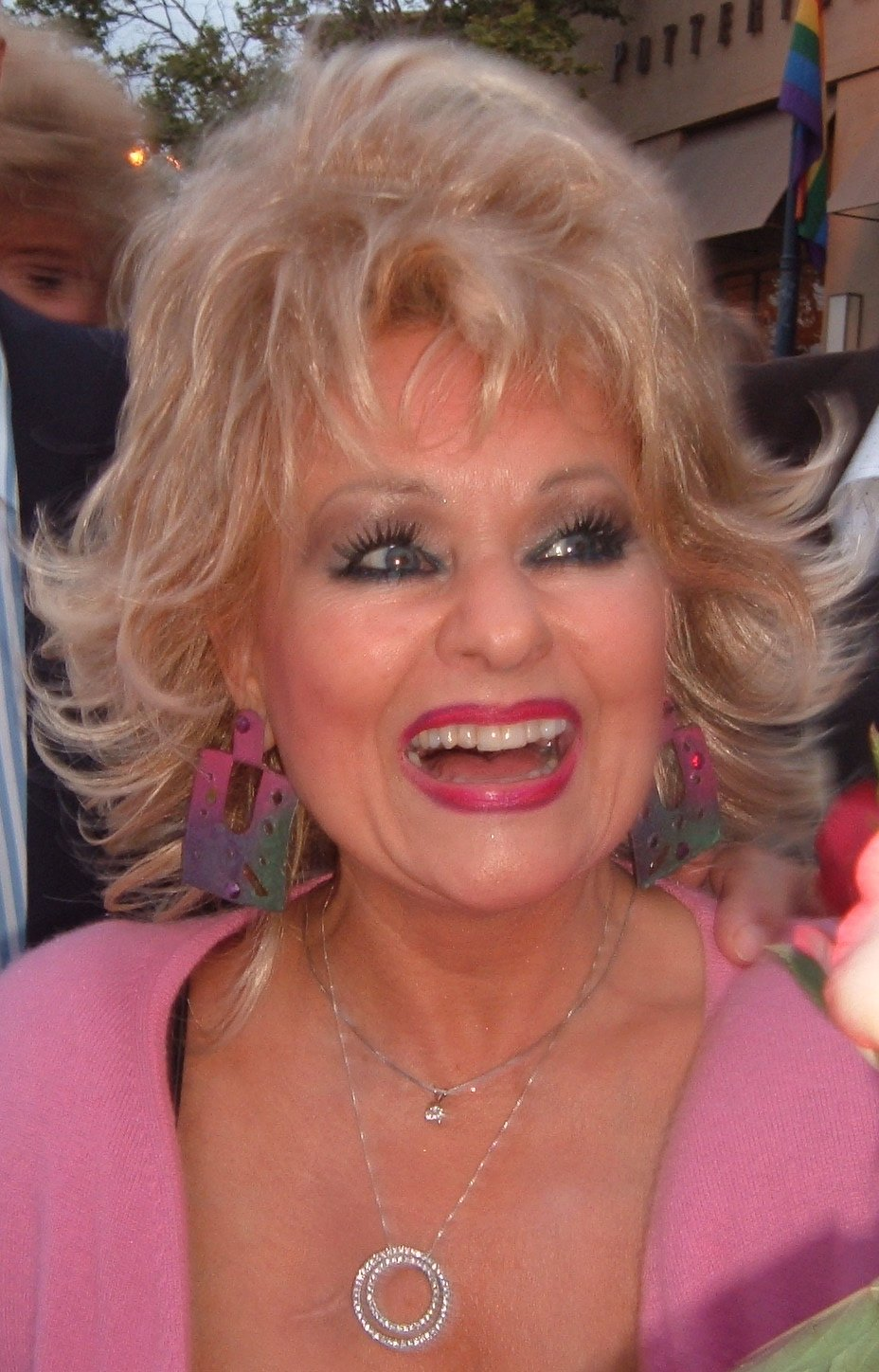
Tammy Faye Messner

Tamara "Tammy" Faye Messner (International Falls, Minnesota, 7 maart 1942 - Loch Lloyd, Missouri, 20 juli 2007) was een Amerikaans zangeres, evangelist, ondernemer, auteur, talkshowhost en televisiepersoonlijkheid. Ze was getrouwd met televangelist, en later veroordeelde crimineel, Jim Bakker. Samen presenteerden ze van 1976 tot 1987 The PTL Club. Messner stond erom bekend veel make-up te dragen, waaronder mascara en valse wimpers. Door permanente make-up had ze kunstmatige wenkbrauwen.
Tammy Faye Messner overleed op 20 juli 2007 op 65-jarige leeftijd aan de gevolgen van kanker.